# Amoris laetitia
Amoris Laetitia (pol. Radość Miłości) – adhortacja papieża Franciszka o miłości w rodzinie. Powstała jako owoc dwóch synodów biskupów nt. małżeństwa i rodziny, które miały miejsce w Rzymie w 2014 i 2015 roku. Została uroczyście podpisana przez papieża w Watykanie w Roku Miłosierdzia dnia 19 marca. Oficjalne ogłoszenie miało miejsce 8 kwietnia 2016 r. Jest to druga, po Evangelii gaudium, adhortacja papieża Franciszka. Adresatami są biskupi, prezbiterzy, diakoni, osoby konsekrowane, małżonkowie chrześcijańscy oraz wszyscy wierni świeccy. Tekst podzielony jest na 9 rozdziałów i ma 325 numerów (paragrafów).

## Treść
Sercem adhortacji jest – według Antonio Spadaro SJ, współpracownika papieża Franciszka i redaktora naczelnego włoskiego dwutygodnika związanego ze Stolicą Apostolską, „La Civiltà Cattolica” – rozważanie obecności Chrystusa zmartwychwstałego w miłości rodzinnej i przyzywanie ognia Ducha Świętego dla wszystkich rodzin na świecie (Amoris Laetitia /AL/ 59). Kulminacyjnym punktem adhortacji jest ukazanie sumienia i jego zasadniczej i niezastąpionej roli w moralnej ocenie postępowania ludzkiego w życiu małżeńskim i rodzinnym. Papież mówił o tym w n. 303:

Świadomi wagi konkretnych uwarunkowań, możemy dodać, że ludzkie sumienie powinno być lepiej włączone do praktyki Kościoła w niektórych sytuacjach, które obiektywnie odbiegają od naszego rozumienia małżeństwa (AL 303).

W części wstępnej adhortacji papież zachęcił, by nie czytać jej pośpiesznie (AL 7). Ukazał też potrzebę inkulturacji ogólnych zasad, jeśli mają być przestrzegane i stosowane w życiu (AL 3). Pierwsze siedem rozdziałów to niejako przygotowanie do rozdziału ósmego, mówiącego o trosce o rodziny w sytuacji nieregularnej.
W pierwszym rozdziale – mowa jest o rodzinie w świetle nauczania biblijnego, które, jak zauważył papież,

nie ukazuje się jako sekwencja abstrakcyjnych teorii, ale jako towarzysz drogi dla rodzin przeżywających kryzys i wszelkie cierpienie, i wskazuje im cel drogi, kiedy Bóg „otrze z ich oczu wszelką łzę, a śmierci już odtąd nie będzie. Ani żałoby, ni krzyku, ni trudu” /Ap 21, 4/ (AL 22).

W drugim rozdziale – papież rozważył aktualną, realną sytuację rodzin współcześnie. Uzasadnił to, cytując Familiaris consortio Jana Pawła II, następująco:

Warto zwracać uwagę na konkretną rzeczywistość, ponieważ „wymagania i wezwania Ducha zawarte są także w samych wydarzeniach historycznych”, przez które „Kościół może głębiej poznawać niewyczerpaną tajemnicę małżeństwa i rodziny” /zob. FC 4/ (AL 31).

W trzecim rozdziale – papież omówił powołanie rodziny według Ewangelii, jak nauczał tego Kościół na przestrzeni dziejów. Podkreślił zwłaszcza znaczenie nierozerwalności oraz konieczność odczytywania nauczania Kościoła o rodzinie w świetle kerygmatu:

Nasza nauka o małżeństwie i rodzinie musi nieustannie inspirować się i zmieniać w świetle tego orędzia miłości i czułości, aby nie stała się jedynie obroną jakiejś zimnej i nieżyciowej doktryny. Nie można bowiem w pełni zrozumieć tajemnicy rodziny chrześcijańskiej inaczej, jak tylko w świetle nieskończonej miłości Ojca, która objawiła się w Chrystusie, który oddał się za nas aż do końca i żyje pośród nas (AL 59).

W rozdziale tym papież rozważył też sytuację „rodzin zranionych”, wzywając do dostrzeżenia w nich ziaren Słowa (por. Ad gentes 11) i przypominając duszpasterzom, ukazany już w Familiaris consortio, obowiązek właściwego rozeznania sytuacji (AL 79).
W czwartym rozdziale – papież omówił miłość w małżeństwie. Jest to obszerna interpretacja hymnu o miłości św. Pawła z trzynastego rozdziału 1 Listu do Koryntian. Franciszek podkreślił, że małżeństwo jedynie stopniowo dochodzi do odtworzenia związku między Chrystusem a Kościołem, nie należy więc przedstawiać tego punktu dojścia w sposób, który by stawał się ogromnym ciężarem (por. AL 122), choć w samej miłości mieści się otwarcie na wymiar definitywny (AL 123).
W piątym rozdziale – Franciszek swe nauczanie skupił wokół płodności i zdolności prokreacyjnej miłości małżeńskiej. Wskazał też, obok rodziny nuklearnej rodziców i dzieci, wartość szerszej rodziny, wujostwa, kuzynów. Mówił także o sąsiadach.
W szóstym rozdziale – Franciszek swe nauczanie skupił na duszpasterstwie rodzin i jego wyzwaniach, pozostawiając bardziej praktyczne jego aspekty inicjatywie lokalnej (por. AL 199). Omówił proces prowadzenia narzeczonych w ich przygotowaniu do małżeństwa i w pierwszych latach po ślubie.
W siódmym rozdziale – omówione zostało wychowanie dzieci, ich formacja etyczna. Papież poruszył m.in. kwestię sankcji jako bodźca, cierpliwego realizmu, edukacji seksualnej i przekazywania wiary. Przestrzegł przed postawami obsesyjnymi rodziców, szczególnie odnośnie do pragnienia kontroli wszystkich sytuacji, które mogą zdarzyć się dziecku (AL 261). Omówił też życie rodzinne jako kontekst wychowania. Ukazał metodę małych kroków, które mogą być zrozumiane, zaakceptowane i docenione (AL 271).
W ósmym rozdziale – papież przedstawił wizję miłosierdzia i duszpasterskiego rozeznania w sytuacjach rodzinnych, które odbiegają od tego, co proponuje Jezus Chrystus. Papież podkreślił wagę koniecznej stopniowości w pracy duszpasterskiej, znaczenie rozeznawania w odniesieniu do norm i okoliczności łagodzących.
Uprzedzając niejako krytykę swego ujęcia, papież uzasadnił je swoim przekonaniem, że także sam Jezus – którego papież jest wikariuszem, zastępcą na ziemi – pragnie, by wspólnota Kościoła w duchu Soboru watykańskiego II ukazywała upadłym miłosierne oblicze matki:

Rozumiem tych, którzy wolą duszpasterstwo bardziej rygorystyczne, nie pozostawiające miejsca na żadne zamieszanie. Szczerze jednak wierzę, że Jezus Chrystus pragnie /wspólnoty/ Kościoła uważnej wobec dobra, jakie Duch Święty rozsiewa pośród kruchości: Matki, która właśnie wtedy, gdy wyraża swe nauczanie obiektywne, „nie wyrzeka się możliwego dobra, chociaż popada w ryzyko pobrudzenia się ulicznym błotem” (AL 308).

Papież Franciszek podkreślił ewangeliczną postawę miłosierdzia, której nie należy rozwadniać poprzez różne warunki i zastrzeżenia:

Czasami wiele kosztuje nas zrobienie w duszpasterstwie miejsca na bezwarunkową miłość Boga. Stawiamy tak wiele warunków miłosierdziu, że ogołacamy je z konkretnego sensu i realnego znaczenia, a to jest najgorszy
sposób rozwodnienia Ewangelii (AL 311).

Papież zebrał w tym rozdziale refleksję Synodu biskupów o rodzinie, przypominając, że często zadanie Kościoła jest podobne do szpitala polowego (AL 291). Podkreślił też ważność chrześcijańskiego małżeństwa. Nauczał też o związkach pozamałżeńskich:

Inne formy związków są radykalnie sprzeczne z tym ideałem, chociaż niektóre z nich realizują go przynajmniej częściowo i analogicznie. Ojcowie synodalni stwierdzili, że Kościół nie zapomina o docenieniu „konstruktywnych elementów w sytuacjach, które nie są jeszcze lub już nie odpowiadają” jego nauczaniu o małżeństwie (AL 292).

W dziewiątym rozdziale – papież Franciszek omówił duchowość małżeńską i rodzinną, podkreślając jej ukierunkowanie mistyczne:

Osoby posiadające głębokie pragnienia duchowe nie powinny odczuwać, że rodzina oddala je od
rozwoju w życiu Duchem Świętym, ale że jest to droga, której użył Pan, aby je doprowadzić do szczytów zjednoczenia mistycznego (AL 316).

Papież ukazał modlitwę rodzinną w świetle misterium paschalnego. Opisał duchowość rodzinną jako duchowość opieki, pocieszenia i zachęty (AL 322), zachęcił do podziwiania ukochanej osoby oczyma Boga i rozpoznawania w niej Chrystusa (AL 323).
Ważnym kluczem do poprawnej interpretacji tekstu adhortacji, według Antonio Spadaro SJ, jest zauważenie, że głównym staraniem papieża było bardziej to, by opisać w niej wieloraką miłość chrześcijańską w rodzinie niż to, by dać wykład doktryny katolickiej na temat małżeństwa i rodziny. Dokument jest zaproszeniem, aby przebyć via caritatis (drogę miłości) – skierowanym także do tych, którzy mają trudności, aby w pełni żyć prawem Bożym (AL 306).

## Adhortacja o duszpasterstwie osób w sytuacjach „nieregularnych”
Adhortacja Amoris Laetitia w swym zasadniczym zrębie stanowi kontynuację żywej Tradycji Kościoła. Nowością, owocem pewnej ewolucji Tradycji – według Antonio Spadaro SJ – są kwestie towarzyszenia ludziom w sytuacjach delikatnych i „nieregularnych”. Papież w swym nauczaniu na ten temat zawarł dokładnie to, co znalazło się w dokumencie końcowym Synodu o rodzinie, zwanym Ratio Finalis. Dokument ten był zatwierdzony przez uczestników synodu kwalifikowaną większością 2/3 głosów. Można zatem stwierdzić, według włoskiego teologa, że nauczanie adhortacji wynika z szeroko aprobowanej refleksji synodalnej. Wśród ojców synodalnych i teologów znajdują się jednak tacy, którzy widzą w tej proponowanej przez Adhortację nowej postawie wobec osób żyjących w ponownych związkach sprzeczność z dotychczasową tradycją katolicką. Opinia ta znalazła swój wyraz w liście grupy teologów i w tzw. dubiach, z którymi zwrócili się do papieża czterej kardynałowie. Ich krytyka została opublikowana w zimie 2016 r.

### Istota i znaczenie nowej postawy

#### Krok dalej niż „Familiaris consortio”
W adhortacji papieża Jana Pawła II Familiaris consortio wobec osób w sytuacjach „nieregularnych” została zastosowana – według Antonio Spadaro SJ – zasada epikei, gdy pozwolono osobom w ponownym związku przystępować do komunii, pod warunkiem zachowania wstrzemięźliwości. Wstrzemięźliwość wyklucza cudzołóstwo, jednak nie usuwa niezgodności między nowym związkiem a Eucharystią. Nowy związek, poprzez więzy uczuciowe i wspólne życie, jest przecież zaprzeczeniem pierwszego, istniejącego sakramentalnego związku. Zasada epikei zakłada, jak nauczał Tomasz z Akwinu, że żadne prawo, żadna ustawa nie ogarnia wszystkich przypadków, dlatego niemożliwe jest stworzenie zasady prawnej, która nie byłaby wadliwa. W takich przypadkach znaczenie nabiera postawa epikei, czyli zignorowanie litery prawa w danym, konkretnym wyjątkowym przypadku i spełnienie wymogów sprawiedliwości i dobra publicznego.
Papież Benedykt XVI mówił o zachęcie Kościoła, by osoby te przeżywały swój związek według wymogów prawa Bożego (Sacramentum Caritatis 29). Nowość papieża Franciszka jest rozwinięciem tej linii. Papież uznał, że w indywidualnych przypadkach – gdy rozeznaje się, że ze względu na okoliczności łagodzące, jak brak wolności czy niedostateczne rozumienie lub emocjonalność, to co jest obiektywnie grzechem, nie jest winą tej osoby – udzielenie komunii może okazać się pomocą dla niej na tej drodze do spełniania wymogów Prawa Bożego.

#### Rozeznanie i sumienie
Papież pisał, że w tych sytuacjach trzeba więcej uwagi udzielić rozeznaniu sumienia. Właściwie uformowane sumienie oczywiście ukaże, że trwanie w danym związku nie idzie w parze z tym, co mówi Ewangelia. Jednak może także pozwolić dostrzec, w danym momencie, pozytywne postawy:

Może także szczerze i uczciwie uznać to, co w danej chwili jest odpowiedzią wielkoduszną, jaką można dać Bogu i odkryć z jakąś pewnością moralną, że jest to dar, jakiego wymaga sam Bóg pośród konkretnej złożoności ograniczeń, chociaż nie jest to jeszcze w pełni obiektywny ideał (AL 303).

Papież rozumie tu stopniowość odpowiedzi wobec prawa, które samo w sobie nie jest stopniowalne. Antonio Spadaro SJ podkreślił w swym artykule, że papież nie zakłada tu uznania słabości danej osoby za kryterium określające dobro i zło. Byłaby to „stopniowość prawa”. Papież Franciszek – za Janem Pawłem II (cf FC 34) – dostrzegł „prawo stopniowości” w życiu tych osób, czyli rozwój, postęp w rozpoznawaniu, pragnieniu i czynieniu dobra przez te osoby. Papież mówi bowiem, że dane osoby są wezwane do czynienia „możliwego dobra”, czyli dobra, które są w stanie na danym etapie rozwoju zrozumieć i podjąć:

„nie pomniejszając wartości ewangelicznego ideału, należy z miłosierdziem i cierpliwością towarzyszyć możliwym etapom rozwoju osób formujących się dzień po dniu”, czyniąc miejsce dla „miłosierdzia Pana, zachęcającego nas do czynienia możliwego dobra” (AL 308, cf Evangelii gaudium 44)

#### Kwestia czynu wewnętrznie złego
Rozeznanie duszpasterskie w zamyśle papieża Franciszka ma zmierzać do odejścia od abstrakcyjnego mówienia o kategorii osób w jednej nieregularnej sytuacji, gdyż jest tych sytuacji wiele. Stąd, według Antonio Spadaro SJ, należy unikać błędnego rozumienia pojęcia „czynu intrinsece malum” (wewnętrznie złego), zamykającego dyskusję na temat okoliczności i sytuacji życiowych, które są zawsze złożone. Każdy czyn winien być oceniany moralnie, biorąc pod uwagę to, czy dana osoba była wolna i w jakim stopniu dążyła do dobra. Tak podchodzi do tej kwestii adhortacja. Papież mówi o różnej odpowiedzialności:

Możliwa jest tylko nowa zachęta do odpowiedzialnego rozeznania osobistego i duszpasterskiego indywidualnych przypadków, które powinno uznać, że ponieważ „stopień odpowiedzialności nie jest równy w każdym przypadku”, to konsekwencje lub skutki danej normy niekoniecznie muszą być takie same (AL 300).

Nie chodzi tu o akceptację dla „etyki sytuacyjnej” albo dla indywidualizmu etycznego, który zakłada, że kryteria etyczne mieszczą się wyłącznie wewnątrz sumienia poszczególnego człowieka, będącego absolutnym sędzią własnych decyzji. Dla papieża odwołanie do „wymagań ewangelicznej prawdy i miłości proponowanej przez Kościół” pozostaje niekwestionowalne (AL 300).

### Dubia (wątpliwości doktrynalne)

#### Dubia czterech kardynałów
W czerwcu 2016 roku grupa 45 katolickich teologów wysłała list do wszystkich kardynałów z prośbą do papieża Franciszka o wyjaśnienie 19 stwierdzeń umieszczonych w adhortacji, ze względu na fakt, że mogą być zrozumiane przeciwnie do wiary i zasad moralnych katolików oraz wydają się być w konflikcie z nauczaniem katolickim. List ten rozpoczął zagorzałą dyskusję dotyczącą ewentualnych błędów doktrynalnych w adhortacji. Do dyskusji dołączyło czterech kardynałów (Raymond Leo Burke, Carlo Caffarra, Walter Brandmüller, Joachim Meisner), którzy napisali list zwany Dubiami, opisującymi wątpliwości oraz zadającymi 5 pytań, na które papież miałby odpowiedzieć jedynie Tak lub Nie, bez przedstawienia motywów. Pytania dotyczyły przede wszystkim 8 rozdziału adhortacji związanego z możliwością udzielania Sakramentu Komunii Św. osobom rozwiedzionym i żyjącym w ponownych związkach. Wątpliwości czterech kardynałów były związane z tym, że papież zasugerował w adhoratacji w n. 306, że w pewnych przypadkach osoby rozwiedzione, żyjące w ponownych związkach, mimo  „pewnej obiektywnej sytuacji grzechu” mogą nie być lub nie być w pełni subiektywnie winne. W kosekwencji może się zdarzyć, że osoba taka żyje „w łasce Bożej, może kochać, a także może wzrastać w życiu łaski i miłości”. I powinna otrzymywać „w tym celu pomoc Kościoła”. Papież dookreślił w przypisie 351, że w niektórych przypadkach jedną z form tej pomocy może być udzielanie sakramentów. Papież miał na myśli spowiedź i komunię św.:

Przypis 351: W pewnych przypadkach mogłaby to być również pomoc sakramentów. Dlatego „kapłanom przypominam, że konfesjonał nie powinien być salą tortur, ale miejscem miłosierdzia Pana”, (Adhort. apost. Evangelii gaudium /24 listopada 2013/, 44: AAS 105 [2013], 1038). Zaznaczam również, że Eucharystia „nie jest nagrodą dla doskonałych, lecz szlachetnym lekarstwem i pokarmem dla słabych”, (tamże, 47: 1039).

Kardynałowie uznali te słowa za sprzeczne z nauczaniem Kościoła katolickiego, mówiącym, że osoby żyjące w nieregularnej sytuacji małżeńskiej trwają w grzechu ciężkim i nie mogą z tego powodu przystępować do Komunii Św.
W związku z tym, że papież Franciszek nie odpowiedział na list z Dubiami wysłany we wrześniu 2016, czterej kardynałowie upublicznili treść tego listu w listopadzie 2016 roku. Kardynał Raymond Burke stwierdził, że jeśli papież Franciszek nie poprawi wątpliwych, zdaniem kardynała, zapisów w adhortacji to wystąpi on o rozpoczęcie procesu formalnej korekty papieża.
Kard. Walter Brandmüller w wywiadzie dla niemieckiego dziennika Frankfurter Allgemeine Zeitung (28 października 2017 r.), podkreślił, że jeden przypis nie może „niweczyć całej moralnej i teologicznej tradycji Kościoła”.

#### Głosy broniące ortodoksji stanowiska papieskiego
Ukazując ortodoksję nauczania papieskiego Rocco Buttiglione w swej książce opublikowanej w listopadzie 2017 r. pt. Risposte amichevoli ai critici di Amoris laetitia (Życzliwe odpowiedzi krytykom Amoris laetitia) stwierdził, że sporna kwestia jest zgodna z moralnością Kościoła i mocno zakorzeniona w katolickiej tradycji:

Krytycy zostali zmuszeni do odpowiedzi i nie mogą zaprzeczyć jednej kwestii: istnieją okoliczności łagodzące, w których grzech śmiertelny (grzech, który w przeciwnym razie byłby śmiertelny) staje się lżejszym grzechem, grzechem powszednim. Są zatem pewne przypadki, w których poszczególni rozwiedzeni mogą (za pośrednictwem spowiednika i po odpowiednim rozeznaniu duchowym) być uznani za będących w łasce Bożej i dlatego zasługują na przyjęcie sakramentów. Wydaje się szokującą nowością, ale jest to doktryna całkowicie – ośmielam się powiedzieć hard-rock – tradycyjna.

Również kard. Gerhard Müller, do lipca 2017 r. prefekt Kongregacji Nauki Wiary, we wstępie do książki Buttiglionego argumentował, że „nauczanie dogmatyczne i zachęty duszpasterskie ósmego rozdziału «Amoris laetitia» mogą i muszą być rozumiane w sensie prawowiernym”, m.in. dlatego, że adhortacja broni nierozerwalności sakramentu małżeństwa. 

## Odwołanie się do autorytetu Tomasza z Akwinu
Adhortacja Amoris Laetitia ma 18 bezpośrednich odnośników do nauczania Tomasza z Akwinu. Znajdują się one w dwóch rozdziałach adhortacji: czwartym – Miłość w małżeństwie i ósmym – Towarzyszyć, rozpoznać i włączyć to, co kruche. Cztery cytaty odnoszą się do Tomaszowego traktatu o uczuciach (STh I-II). Pięć cytatów pochodzi z traktatu o miłości Akwinaty, dyskutowanego w części II-II (Pars Secunda secundae). Są to zatem trzy tematy: podkreślane w adhortacji znaczenie uczuć dla antropologii i teologii moralnej; analiza miłości w jej różnorakim urzeczywistnieniu się – od uczuć zmysłowych do teologalnej cnoty miłości; konieczność wzięcia pod uwagę subiektywnych uwarunkowań w moralnej ocenie ludzkich czynów w trakcie ich właściwego osądzania.

### Emocje i miłość w małżeństwie
Papież Franciszek odwołał się do autorytetu św. Tomasza w swej refleksji na temat życia emocjonalnego, która znajduje się w rozdziale czwartym „Miłość w małżeństwie”, w sekcji zatytułowanej „Świat uczuć” (nn. 143–146). Biskup Rzymu ukazał w niej decydującą rolę uczuć w egzystencji ludzkiej, a szczególnie w relacjach małżeńskich i rodzinnych.

Pragnienia, uczucia, emocje, to co klasycy nazywali „namiętnościami”, mają ważne miejsce w małżeństwie. Rodzą się one, gdy „inny” jest obecny i pojawia się w naszym życiu. Właściwością wszystkich istot żyjących jest dążenie do czegoś innego, a skłonność ta ma zawsze podstawowe znaki emocjonalne: przyjemność lub ból, radość lub smutek, czułość lub strach. Są to zasadnicze przesłanki aktywności psychologicznej. Człowiek to istota z tej ziemi, a wszystko, co czyni i czego poszukuje, pełne jest namiętności (AL 143)

W numerze 144 adhortacji papież podkreślił, że sam Pan Jezus przyjął ludzką naturę wraz z jej „namiętnością”, a w numerze 145 odwołał się do św. Tomasza, wskazując moralną neutralność uczuć i namiętności. Tomasz inspirował się tu nauczaniem Arystotelesa, który sprzeciwiał się stoikom, głoszącym że każda namiętność sama w sobie jest moralnie nieuporządkowana (por. STh I-II, q. 24, a. 2; III, q. 15). Papież napisał:

Doświadczanie uczuć nie jest samo w sobie czymś moralnie dobrym, ani też złym (por. STh I-II, q. 24, a. 1) Gdy zaczyna się odczuwać pragnienie lub odrzucenie, to nie jest to grzeszne lub naganne. To, co jest dobre lub złe, to czyn pobudzony lub łączący się z namiętnościami, jaki ktoś spełnia (AL 145).

W kolejnej sekcji rozdziału czwartego, zatytułowanej „Erotyczny wymiar miłości” (nn. 150–152) papież Franciszek ukazał rolę miłości w przywracaniu hierarchii między zmysłami, uczuciami i wolą. Jako wstęp do tego nauczania, w n. 148 biskup Rzymu odwołał się do nauczania Tomasza w Sumie teologicznej II-II, q. 153, a. 2, ad2, gdzie Akwinata ukazał, że „obfitość przyjemności występująca w akcie seksualnym rozumnie uporządkowanym nie sprzeciwia się umiarowi cnoty”. W cytowanym przez papieża fragmencie Tomasz zwrócił także uwagę, że nadmierna przyjemność szkodzi samej przyjemności. W Sumie teologicznej I-II q. 32, a. 7, mówiącej o przyczynach przyjemności, Tomasz ukazał to na przykładzie jedzenia. Pokarm może być źródłem przyjemności dla danej osoby, bo spełnia potrzeby jej ciała, jednak nadmiar jedzenia może zaszkodzić ciału i w ten sposób zniszczyć przyjemność jedzenia.

### Miłość-caritas
W sekcji „Radość i piękno” rozdziału czwartego, papież odwołał się do nauczania Tomasza o miłości caritas z artykułu 3 kwestii 26 części I-II Sumy teologicznej. Akwinata przedyskutował w nim odmienne przejawy miłości, wyrażone przez nazwy amor, dilectio, oraz caritas. Nazwa caritas pochodzi, według dominikańskiego teologa, od słowa carus – drogi. Papież w n. 127 adhortacji zaczerpnął od Tomasza spostrzeżenie, że w miłości chodzi o dostrzeżenie i uszanowanie wartości osoby kochanej: „miłość przyjaźni nazywa się «miłością-caritas», kiedy rozumiemy i doceniamy «cenną wartość», jaką posiada druga osoba”. Ta cecha autentycznej miłości, według papieża Franciszka, przeciwstawia ją różnym formom instrumentalizacji drugiej osoby. Papież wykorzystał tę myśl Tomasza już wcześniej w swojej adhortacji o ewangelizacji Evangelii gaudium 199, gdzie zwrócił uwagę, że prawdziwa miłość wobec ubogich nie pozwala nadużywać opcji na rzecz ubogich, gdyż „ubogi, gdy jest kochany, «uważany jest za coś cennego», a to odróżnia opcję na rzecz ubogich od jakiejkolwiek ideologii, od jakiejkolwiek próby wykorzystania ubogich w celach osobistych lub politycznych”.
W n. 102 i 162 adhortacji „Amoris laetitia” papież odwołał się także do Tomasza, by ukazać inną istotną cechę miłości-caritas, miłości-przyjaźni, mianowicie tę, że miłość-caritas daje pierwszeństwo postawie daru z siebie, wobec postawy pasywnej, receptywnej. Jest to według papieża naśladowanie hojnej, darmowej i „do końca” miłości Jezusa Chrystusa:

Sam św. Tomasz z Akwinu wyjaśnia jednak, że „do miłości bardziej należy chęć miłowania, niż bycia miłowanym”, i rzeczywiście „matki, u których spotykamy największą miłość, bardziej starają się kochać, niż być kochane” (STh II-II q27 a1 ad 2 oraz a1 co). Zatem miłość może wykraczać poza sprawiedliwość i rozdawać się darmo, „niczego się za to nie spodziewając” (Łk 6, 35), aż do największej miłości, „gdy ktoś życie swoje oddaje za przyjaciół swoich” (J 15, 13). Czy jest jeszcze możliwa owa hojność, która pozwala, by darmo dawać i to dawać aż do końca? Z pewnością jest to możliwe, bo tego wymaga Ewangelia: „Darmo otrzymaliście, darmo dawajcie!” (Mt 10, 8). /AL 102/

### Subiektywne czynniki w ocenie moralnej
Papież Franciszek odwołał się do nauczania Tomasza z Akwinu także w sekcji adhortacji Amoris Laetitia zatytułowanej „Okoliczności łagodzące w rozeznaniu duszpasterskim” (nn. 301–303). Z czysto tomistycznego punktu widzenia, według Serge’a Thomasa Bonino OP, jest czymś jak najbardziej uprawnionym wzięcie pod uwagę w duszpasterstwie okoliczności łagodzących. Wolność woli, a więc i odpowiedzialność osoby, może być bardzo ograniczona przez wiele czynników, które moraliści określają jako nieprzyjaciół wolnej woli, jak przemoc, niewiedza, lęk itp. Adhortacja stoi na stanowisku, że właśnie one pozwalają stwierdzić, że „...nie można już powiedzieć, że wszyscy, którzy są w sytuacji tak zwanej «nieregularnej», żyją w stanie grzechu śmiertelnego, pozbawieni łaski uświęcającej”. Może się zdarzyć ktoś, kto mając wiedzę jak postępować dobrze, jednak żyjąc w sytuacji nieregularnej, „może mieć duże trudności w zrozumieniu «wartości zawartych w normie moralnej»” (por. Familiaris consortio 33), lub może znaleźć się w określonych warunkach, które nie pozwalają mu działać inaczej i podjąć inne decyzje bez nowej winy” (AL 301). Jest tu mowa o sytuacji – nie o subiektywnej niezdolności rozumu lub woli – która ogranicza obiektywnie prawy wybór i popycha osobę do wyboru pomiędzy mniejszym a większym złem. Sytuacja taka jest bliska dylematowi moralnemu, który Tomasz nazywa perplexitas. Według Akwinatu, nie może istnieć taki prawdziwie (simpliciter) moralny dylemat, który by popychał kogoś do wybrania mniejszego zła. A jeśli by istniał, jest on konsekwencją poprzednich grzechów, których trzeba się wyrzec (por. II Sent d. 39, q.3.a. ad 5). Taka jest też tradycja tomistyczna, że osoba nigdy nie jest zmuszona do wyboru jakiegokolwiek zła, choćby było ono mniejsze. Choć, z drugiej strony, złożoność sytuacji, lęk przed konsekwencjami, mogą mieć wpływ na subiektywną nieprawdziwą ocenę tego, co należy uczynić. Papież Franciszek w n. 301 widzi właśnie taką sytuację w odniesieniu do niektórych „rozwiedzionych, żyjących w nowym związku”. Sprawia to, według Bonino, wrażenie, że uważa za pewne, że niemożliwe jest dla takich osób, nawet z pomocą łaski Bożej, żyć w powściągliwości w zrównoważony pod względem ludzkim sposób.
W adhortacji o miłości w rodzinie, podobnie jak wcześniej w Evangelii gaudium 171, papież przywołuje zdanie Tomasza na temat współistnienia łaski i cnoty z niemożnością ich praktykowania:

Św. Tomasz z Akwinu uznał, że ktoś może posiadać łaskę i miłosierdzie, ale może nie wypełniać którejkolwiek z cnót, tak, że nawet posiadając wszystkie wlane cnoty moralne, nie ukazuje wyraźnie istnienia żadnej z nich, ponieważ zewnętrzne działanie tej cnoty napotyka na trudność: «kiedy powiada się, że niektórzy święci nie posiadali pewnych cnót, to jednak mieli sprawności wszystkich cnót» (Summa Theologiae, I-II, q. 65, a. 3. ad 2 oraz ad 3; por. De Malo, q. 2, a. 2)

Mogłoby się np. zdarzyć, że Don Juan zostałby dotknięty łaską nawrócenia i obdarowany wlaną cnotą czystości. Mimo tego jednak z początku wciąż napotykałby psychologiczne i zmysłowe trudności w praktykowaniu cnoty, ze względu na skłonności, które się w nim utrwaliły wcześniej. Papież sugeruje możliwość występowania takiej sytuacji, w której życie łaski współistnieje z aktami obiektywnie mającymi naturę grzechu ciężkiego, jakmi są cudzołożne stosunki seksualne – jednak nie będącymi grzechem ciężkim, ze względu na subiektywne uwarunkowania. Według Serge’a Thomasa Bonino OP, pogląd ten nie jest zawarty wprost w przywołanej tezie Tomasza. Mówi ona bowiem jedynie o tym, że stan łaski może współistnieć z trudnością aktywnego praktykowania czynów danej cnoty, a nie z aktem ciężko przeciwnym cnocie.
Jednak, jak stwierdza sam papież Franciszek, w kwestii tej najważniejszy jest inny fragment nauczania Tomaszowego:

Gorąco proszę, abyśmy pamiętali o tym, czego uczy św. Tomasz z Akwinu i abyśmy uczyli się przyswajać to w rozeznaniu duszpasterskim: «Chociaż w ogólnych zasadach istnieje jakaś konieczność, to jednak im bardziej schodzi do szczegółów, tym łatwiej o uchybienia... W dziedzinie postępowania, nie we wszystkich jest ta sama prawda lub poprawność działania, gdy chodzi o szczegóły, a tylko gdy chodzi o ogólne zasady. A i u tych, w których jest ta sama poprawność w poszczególnych sprawach, nie jest wszystkim znana w równym stopniu...
Im bardziej schodzi się w szczegóły, tym więcej mnoży się sposobów uchybienia».

Jest to kwestia określenia praktycznej prawdy działania (veritas vel rectitudo practica). Co do obiektywnej prawdy moralny osąd danej osoby może zostać zniekształcony, gdy będzie postrzegała rzeczy tak, jak chce, aby one były ze względu na stan emcjonalny. Osąd może być też zniekształcony przez złe zwyczaje, czyli kontekst społeczno-kulturowy naznaczony „strukturami grzechu”, które przedstawiają obiektywnie błędne moralne sposoby postępowania jako normatywne lub obojętne. Poza tym obiektywne normy, słuszne na poziomie ogólnym, natrafiają na ogromną złożoność sytuacji w kontekście codzienności. Twierdzenia te, ukazujące podwójną względność określenia praktycznej prawdy działania etycznego są, według Bonino, istotnymi tezami tomizmu, które papież włączył do adhortacji Amoris Laetitia. Również, nauczanie Tomasza o cnocie epikei, łagodnym stosowaniu prawa, w Sumie teologicznej II-II q 120 i w Komentarzu do Etyki nikomachejskiej t. 5, lekcja 16, mogło według Bonino, użyczyć papieżowi kolejnego argumentu. Jednak nie ma w adhortacji odwołania do tych tekstów.
W kolejnej sekcji „Normy i rozeznanie” (n. 304) papież odwołał się w przypisie 348 do innego tekstu św. Tomasza z Sententia libri Ethicorum, VI, 6 (wydanie Leoniny, t. XLVII, s. 354), aby zachęcić duszpasterzy do przyglądania się „konkretnemu życiu ludzkiej istoty”:

Odnosząc się do ogólnej znajomości normy oraz szczególnej znajomości rozeznania praktycznego, św. Tomasz posuwa się do stwierdzenia, że «jeśli istnieje tylko jedno z dwóch poznań, to lepiej byłoby, żeby było to poznanie rzeczywistości partykularnej, które jest bliższe działaniu» (AL304).

Tomasz mówi tu o dwóch rodzajach poznania norm i trzeba zaznaczyć, według Bonino, że nie czyni tu preferencji wobec wyjątków od normy. Akwinata przytoczył przykład, wzięty z Arystotelesa, aby pokazać, że wiedza konkretna jest bardziej użyteczna:

Jeśli lekarz wie, że lekkie mięso jest łatwo strawne i zdrowe, ale nie wie, które mięsa są lekkie, nie może pomóc ludziom wydobrzeć. Człowiek zaś, który wie, że mięso ptaków jest lekkie i zdrowe, lepiej potrafi zastosować lekarstwo. Ponieważ rozsądek jest rozumem odnoszącym się do działania, roztropna osoba musi mieć wiedzę o obu typach, tj. o uniwersaliach i szczegółach. Jeśli jednak jest możliwe dla niego mieć tylko jeden rodzaj, powinien raczej mieć ten ostatni, tzn. znajomość szczegółowych informacji, które są bliższe działaniu (VI Nic. Ethic., lekcja 6).

Według Bonino, niezależnie od tego, czy można uznać adhortację Amoris Laetitia papieża Franciszka za „tomistyczną”, bezspornie ukazuje ona kilka tematów nauczania Tomasza z Akwinu, które zasługują w dzisiejszych czasach na więcej uwagi.